# La Rage du vainqueur
Pour plus de détails, voir Fiche technique et Distribution.
La Rage du vainqueur ou en anglais Master with Cracked Fingers (que l'on pourrait traduire en français par « Le maître aux doigts fragilisés »), est un film hongkongais de 1979 avec Jackie Chan dans le rôle principal, reprenant en grande partie des scènes reprises d'un film précédent. Selon le générique il aurait été réalisé par Chin Hsin mais il est parfois attribué à Zhu Mu.
Le genèse de ce film est assez surprenante, utilisant des procédés de recyclage de films antérieurs, une méthode répandue à partir de la fin des années 1970 . Il s'agit à l'origine d'un petit film d'arts martiaux intitulé The Cub Tiger from Kwangtung tourné en 1971 et sorti confidentiellement en 1973 dans lequel le jeune cascadeur Jackie Chan de 17 ans tient pour la première fois un rôle principal, et tombé très vite dans l'oubli. La popularité de Jackie Chan explose cependant quelques années plus tard en 1978 avec Le Maître chinois et Le Chinois se déchaîne. Ainsi, dans un pur intérêt commercial, le film de 1971 est ressorti des cartons.
Afin d'adapter le film à l'évolution du goût du public (intérêt plus marqué pour les pitreries au détriment de l'élément dramatique) et de reproduire les succès récents de Chan, le studio de production décide d'ajouter de nouvelles scènes (reprises d'un autre film ou tournées spécialement) et de nouveaux personnages, en partie dérivées du Maître chinois. Il embauche pour ce faire une doublure de Jackie Chan dont on ne voit jamais le visage car l'acteur est toujours filmé de dos, dans l'obscurité ou avec un bandeau sur le visage. Des scènes du film original sont par ailleurs supprimées ou raccourcies afin de mieux mettre en valeur le personnage de Jackie Chan (souvent en fait sa doublure) et l'élément comique surajouté, au détriment de la cohérence de l'œuvre.

## Synopsis
Un jeune enfant, dont le père refuse strictement qu'il apprenne le kung-fu, est secrètement formé auprès d'un vieux mendiant qui se révèle être un maître en arts martiaux. Devenu adolescent et travaillant comme serveur, il est confronté malgré lui à une organisation secrète qui n'accepte pas qu'il ait battu certains de ses membres qui saccageaient le restaurant où il travaillait.

## Découpage des scènes
Le film original de 1971 raconte l'histoire simple d'un jeune serveur harcelé par une bande de voyou. Ne se battant que par légitime défense, le garçon est cependant à chaque fois réprimé par son père qui lui inflige des punitions parfois très cruelles comme l'obliger à frapper du verre pilé.
Le nouveau montage de 1979 ajoute une enfance au héros et un apprentissage auprès d'un vieux maître pour expliquer ses capacités en arts martiaux. La bande de voyou est également transformée en une organisation secrète dominée par un nouveau personnage antagoniste qui ne rencontre jamais le chef des voyous.
Les scènes ci-dessous sont précédées d'un numéro si elles font partie du film original de 1971. Tout le premier quart-d'heure du film a été ajouté.
Présentation de l'organisation secrète et meurtre du père de Jackie Chan
- La première scène montre le chef de l'organisation secrète effectuant des enchaînements sur une colline en frappant des pantins et brisant des jarres (dont l'une d'entre elles contient des oiseaux). Les noms du générique de début apparaissent en même temps.

- Le chef interrompt ensuite un affrontement à l'arme blanche entre trois individus cagoulés (deux contre un) dans ce qui semble être le siège de l'organisation. L'individu seul explique que les deux autres l'ont empêché de remplir un contrat d'assassinat. Les deux individus annoncent que ce n'était pas juste de tuer l'homme ciblé (« C'est un brave homme, les gens l'aiment beaucoup »), et déclarent leur intention de quitter l'organisation. Le chef déclare que personne ne peut partir (« Ceux qui nous quittent doivent mourir ! ») et engage un combat les yeux bandés et sans arme. L'un des deux hommes parvient à s'enfuir après avoir promis de prendre soin du fils de l'autre qui est tué par le chef. On comprend plus tard qu'il s'agit de Chou Chan, le vrai père du personnage joué par Jackie Chan, et que l'homme qui s'est enfui est son père adoptif qui lui interdira strictement de se battre.

Formation aux arts martiaux
- La troisième scène montre ensuite le fils en question, avec une tétine dans la bouche, qui regarde de loin un cours d'arts martiaux pour enfants en plein air lors duquel le professeur explique la structure de l'école de la Mante religieuse dont font partie les jeunes élèves. S'ensuit ensuite des enchaînements de souplesse qu'essaie de recopier maladroitement le jeune garçon. Après avoir demandé à ses élèves de se reposer, le professeur aperçoit le garçon et s'approche de lui pour le sermonner (« Qui t'as permis de regarder ? Ne sais-tu pas que tu me manques de respect ? Si tu désire prendre des leçons, il faut payer »). Le garçon se prosterne pour s'excuser et déclare que son père affirme que le kung-fu devrait être gratuit (ce qui est incohérent avec l'histoire puisque le père du personnage de Jackie Chan est catégoriquement contre le fait de se battre). Le garçon annonce son intention de prendre des leçons et d'aller au temple Shaolin pour trouver un maître. La discussion est subitement interrompue par la sœur du garçon (« Papa t'as interdit d'apprendre le kung-fu alors que fais-tu ici ? ») et l'on apprend que le père donne des leçons à sa fille et pas à son fils. Le garçon est énervé par cette situation et part seul dans les broussailles.

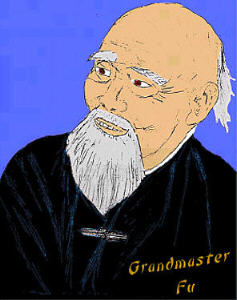
L'acteur Simon Yuen interprétera à de nombreuses reprises dans sa carrière son personnage de maître de kung-fu ivrogne et vagabond.

- Il rencontre sur son chemin un vieil homme (qui n'est autre que le vieux maître du film Le Maître chinois) à qui il se présente sous le nom de « Jackie Chan » et lui explique son problème. L'homme lui propose de lui apprendre le kung-fu mais le garçon ne le croit pas (« Toi tu m'apprendrais à mendier ! [...] Toi mon maître, c'est moi qui serait ton maître »). Il lui fait ensuite une démonstration maladroite du style de la Mante religieuse mais trébuche et tombe sur l'herbe. Il se justifie en prétendant que c'est difficile car il s'agit du style de la Mante religieuse ivre (ce qui est une référence flagrante au film Le Maître chinois de l'année précédente et dans lequel Jackie Chan apprend la boxe de l'homme ivre mais qui n'a rien à voir avec le film). Le garçon essaie ensuite de frapper le vieil homme qui esquive (on remarque ici la mauvaise réalisation des nouvelles scènes de 1979 car les enchaînements sont particulièrement mous). L'homme lui annonce ensuite qu'il va lui enseigner le kung-fu et lui donne rendez-vous ce soir à cet endroit.

- Le soir venu, le vieil homme ordonne au garçon de se déshabiller totalement avant de l'enfourner dans un sac contenant des serpents et des souris entre autres et en laissant uniquement sa tête dépasser. Tandis que le garçon crie et se débat, le vieux maître commence ses leçons d'arts martiaux (« Dans le kung-fu, tu dois te concentrer. [...] Tu dois concentrer toute ta force sur ton adversaire. Par ta concentration, tu peux guérir de n'importe quelle morsure de serpent »).

- La scène suivante se passe probablement au domicile du maître qui boit du thé avec les yeux bandés tout en tuant des moustiques et explique au garçon qu'il n'« a pas besoin de [ses] yeux pour voir, comme [il] n'a pas besoin de [ses] oreilles pour entendre ». Le maître lui bande alors les yeux, joue avec lui en faisant du bruit autour et le garçon essaie sans succès de le toucher.

- De retour dans les broussailles la nuit, le maître tient une cuisse de poulet devant le garçon qui se trouve dans une position ressemblant à celle de la chaise (avec les jambes arquées). Le maître lui annonce qu'il aura le poulet s'il résiste une heure et augmente la difficulté en plaçant un œuf entre les cuisses du garçon ce qu'il l'oblige à serrer les genoux avec une pression suffisante pour tenir l'œuf mais sans le briser (« Si tu casses cet œuf, tu n'auras rien à manger, c'est moi qui vais manger »). Pour accroître encore la difficulté, le maître place un feu sous les fesses du garçon. Celui-ci lui annonce finalement que l'œuf est cassé, montre la coquille brisée avec un poussin qui en sort et lâche la position. Le maître s'aperçoit que le feu est éteint et le garçon lui annonce en rigolant, et en mangeant le poulet, que c'est parce qu'il a uriné dessus (ce qui est assez bizarre car le maître était à ses côtés en permanence pour le surveiller et qu'il aurait fallu pour cela qu'il quitte la position). Le maître conclu ainsi que « la nourriture n'est pas ton but, tu dois absolument apprendre à travailler en toutes occasions ton endurance ».

- Le garçon est ensuite dans un jardin avec des enfants qui jouent au cache-cache avec lui. Malgré le fait qu'il ait les yeux bandés, il trouve les personnes sans difficultés et sa sœur finit par lui demander qui lui a appris cela, ce à quoi le garçon répond en rigolant « Petite sœur tu es trop curieuse ! ».

- Au domicile du maître, le garçon fait devant le vieil homme une démonstration d'enchaînement (on note encore une fois la mauvaise réalisation des nouvelles scènes de 1979 car l'enfant se retrouve souvent hors du champ de la caméra). Content de lui, le maître lui annonce que s'il « veut devenir un dragon, [il] doit avoir plus d'endurance ! » (« Tu dois te souvenir de deux choses : une, éviter de montrer ta force, sauf si tu es obligé de le faire pour te défendre, et deux, en cas de nécessité, tu me trouveras toujours dans les bois. Compris ? »). Le garçon demande alors au maître comment il s'appelle et celui-ci se présente comme l'« homme qui est insaisissable ». Il déclare que s'il lui arrive parfois de jouer les imbéciles, c'est pour tromper les gens, gagner un peu de temps pour se reprendre et jauger l'adversaire. Le garçon ne comprend pas vraiment et le maître lui annonce qu'« il devra s'entraîner chaque jour de [sa] vie ».

Présentation de Jackie Chan adolescent

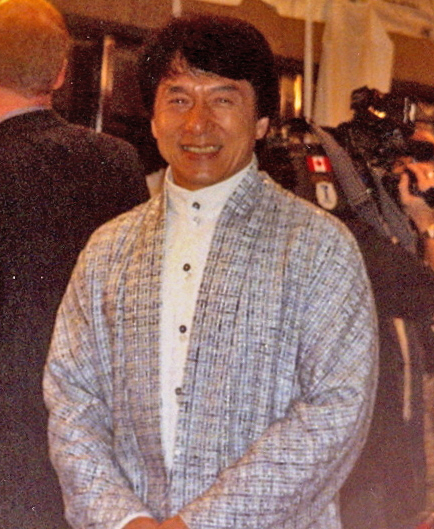
Malgré son aspect amateur, Le Petit tigre de Canton est une étape importante dans la carrière de Jackie Chan, jusque-là cantonné au métier de cascadeur, en lui offrant son premier rôle principal, ce qui lui permettra de se démarquer des innombrables artistes martiaux de l'époque.

- 1. Cette scène est la première du film original de 1971. On y voit un Jackie Chan adolescent effectuant des enchaînements acrobatiques. Des plans du vieux maître y ont été insérés, donnant des ordres à son élève (« Le bras plus avant et la jambe beaucoup plus souple. [...] Garde ton équilibre Jackie, attention ! [...] Trop saccadé, en souplesse. [...] Travaille tes deux bras, pas de préférence. [...] Écarte tes bras comme des ailes, [...] comme si tu voulais t'envoler. [...] Tout ton corps doit être aérien. [...] »). Le maître et Jackie Chan n'apparaissent bien sûr jamais dans le même plan et l'on a l'impression qu'il ne sont pas dans le même endroit, le vieil homme se trouve entouré d'herbes hautes, tandis que Jackie se trouve dans un endroit plus sec où la terre et la roche dominent. On note également une très nette différence de qualité entre les plans originaux et les plans rajoutés qui ont l'air plus nets. De plus, Jackie Chan n'a pas l'air de suivre les instructions du maître.

- 2. Jackie Chan rencontre ensuite dans un bois sa sœur qui a visiblement assister à ses enchaînements car elle lui demande s'il a appris le kung-fu et lui rappelle que leur père lui a interdit. Elle l'engage alors dans un duel pour rigoler. Elle semble savoir se battre et met Jackie Chan à terre. Celui-ci fait semblant d'avoir très mal et en profite pour tirer les cheveux de sa sœur et la faire tomber. Elle frappe ensuite plusieurs fois le ventre de son frère qui ne semble pas avoir mal. Il se laisse frapper en souriant alors sa sœur le pique avec une aiguille à cheveux (« Tu es prétentieux, tu avais besoin d'une leçon »). Jackie Chan lui fait ensuite une démonstration en cassant deux planches de bois avec ses pieds. Sa sœur est impressionnée et le trouve « aussi fort qu'un bœuf », ce à quoi Jackie répond qu'il « est plus fort qu'un bœuf, [qu'il est] un dragon » (une phrase reprise pour les nouvelles scènes de 1979 pendant la formation aux arts martiaux). Le père interrompt les jeunes gens, visiblement mécontent, il leur ordonne d'« aller faire [leur] travail ».

La bagarre au restaurant
- 3. La scène suivante débute dans une rue où un homme fait semblant de bousculer un passant pour lui voler son portefeuille. Après son forfait, il s'installe à une table du restaurant où officie Jackie Chan comme serveur et se sert du thé. Jackie Chan semble le connaitre et lui demande gentiment de partir (« Que fais-tu ici, tu cherches la bagarre ? Va t'en ! »). Le voleur commande un plat mais Jackie Chan annonce que la maison ne fait pas crédit alors l'homme lui montre un billet, sûrement de ceux qu'il vient de voler. Jackie Chan passe ainsi la commande et s'occupe d'une autre table qui se libère en encaissant l'addition (2$). Il crie au chef du restaurant « 2 dollars et 10 cents de pourboire » mais le jeune fils des clients reprend une des pièces. Jackie crie alors « Enlevez le pourboire ! » sous le regard amusé de l'homme voleur. Celui-ci déguste avec empressement le plat qu'on vient de lui servir avant d'être interrompu par un homme qui lui demande l'argent qu'il vient de voler. Le voleur semble effrayé et l'on comprend alors qu'il est forcé de voler pour des voyous. L'homme s'installe alors à une table du restaurant avec deux autres individus et ordonne au voleur de partir (« Quand le patron va savoir que tu gardais l'argent pour toi, attention à tes fesses. Et va t'en d'ici ! »). Jackie Chan arrive alors et le voleur lui annonce que l'« argent s'est envolé » avant de s'enfuir. Jackie ne le poursuit pas et s'occupe de la table des trois voyous qui lui commandent sans politesse « ce qu'il y a de meilleur [...] et en double portion ». Le cuisinier-patron envoie alors Jackie Chan chercher des crevettes. Une fois servis, les voyous n'apprécient pas les plats et quittent la table. Le serveur leur demande ce qu'il ne va pas et ils lui écrasent l'assiette sur la tête avant de faire tomber le cuisinier venu à leur rencontre. Jackie Chan arrive à ce moment et appelle le cuisinier « oncle ». S'ensuit alors une bagarre durant laquelle Jackie Chan met en fuite les trois individus avant d'être félicité par le voleur revenu qui lui dit qu'il « a vraiment été un vrai dragon ». La scène se conclut par un plan du vieux maître caché dans les hautes herbes (« Bon, il s'est bien comporté, il a suivi mes conseils ») avec toujours la même différence de qualité avec les plans originaux.

- 4. Les trois voyous vont ensuite rapporter la nouvelle de leur défaite à leur chef qui est énervé d'apprendre que ses hommes ont été battus par un simple serveur (« Vraiment ! Serveur dans un restaurant ! Et c'est ce gars-là qui vous a battu ? Tous seul contre vous trois ? »). Le chef demande alors à un de ses hommes de faire des recherches sur lui et de trouver qui ont été ses maîtres.

La première punition du père
- 5. Le soir, au domicile familial, Jackie Chan est réprimandé par son père et promet de ne plus se battre. Il se prosterne et répète la règle de la famille : « Toute désobéissance doit être punie ». Le père lui inflige alors la punition d'aller « chercher cinquante seaux d'eau ».

- 6. Jackie Chan effectue ainsi consciencieusement sa peine aidé par sa sœur. Il lui annonce qu'il se battra encore si cela est nécessaire et qu'il refuse de manger avant d'avoir fini son travail ce à quoi sa sœur répond « tête de mule ».

Le retour des voyous
- 7. On retrouve ensuite le voleur pris la main dans le sac par un passant qui le bat (« Tu es un voleur, je t'ai vu ! »). Il parvient à s'enfuir en mordant le bras de l'homme et, dans sa fuite, rencontre Jackie Chan à qui il propose de lui apprendre à voler en échange de leçons de kung-fu, ce à quoi Jackie refuse et part. Le voleur est ensuite de nouveau prit en chasse et fait chuter une dame âgée dans sa course (il y a plusieurs incohérences dans cette scène, d'une part, les poursuivants ont subitement disparus, et d'autre part, la grand-mère apparait inexplicablement le plan suivant la main tendue avec de l'argent dedans). C'est à ce moment qu'arrivent les voyous qui prennent l'argent de la dame et frappent le voleur (« Voici notre petit voleur qui cherche à rouler le maître ! »). La dame âgée semble être de la famille du voleur qui est inquiet pour elle. C'est à ce moment que débarque Jackie Chan, qui a assisté à toute la scène, avec son plateau de serveur. Une bagarre s'ensuit alors dont on ne voit pas la fin.

- 8. La scène suivante est introduite par une transition (Jackie Chan frappe l'un des voyous qui atterrit par un raccord dans ce qui semble être le jardin de leur chef). Celui-ci sermonne ses hommes pour leur défaite (« Vous êtes des incapables. Comment avez-vous fait pour vous faire battre ? [...] Vous allez me déshonorer, bande de crétins ! »). Apprenant que ses hommes n'ont obtenu aucun renseignement sur Jackie Chan, il décide de faire appel à un certain « le général » pour lui donner une leçon (on note que le côté organisation secrète a complètement disparu depuis l'apparition du Jackie Chan adolescent et que l'histoire tourne autour d'une banale bande de voyous).

La deuxième punition du père
- 9. À genou dans le jardin familial, Jackie Chan fait face à la colère de son père (« Tu t'es encore battu ! Tu as osé me désobéir ! [..] Je vais te donner une leçon ! ») et il lui lance un pot de fleur. Jackie Chan le dévie et il se brise en chutant (« Ah, très bien. Tu ne fais rien. Tu laisses casser mes pots de fleur »). Le père lui lance alors tous les autres pots du jardin que Jackie réceptionne (dont l'un avec les pieds) et pose sans les casser. Il présente le dernier comme un fils dévoué mais son père rentre dans la maison en le traitant de « maladroit ». Il semble à ce moment-là étonné et énervé des capacités de son fils.

La contre-attaque des voyous
- 10. Au restaurant où travaille Jackie Chan, le voleur passe une commande à livrer au cuisinier-patron qui n'accepte qu'après avoir vu l'argent. C'est à ce moment que Jackie arrive, le plateau à la main. Le voleur le prévient alors qu'il ne faut pas qu'il aille livrer la commande car il s'agit d'un piège (« Ces types vont te faire du mal »). Jackie Chan parait cependant serein.

- 11. Le voleur rejoint ensuite les voyous près d'une maison vide (« Nous allons lui sauter dessus quand il arrivera. [...] Tout le monde est prêt ? »). Jackie Chan arrive alors avec la commande sur son plateau et frappe à la porte (« C'est le restaurant ! »). Les voyous referment alors la porte sur lui et toute la nourriture tombe par terre. Mais alors qu'une nouvelle bagarre est sur le point de débuter, Jackie Chan annonce qu'il refuse de se battre et qu'il ne ripostera pas. Il croise alors les bras et subit les coups des voyous. Un plan du vieux maître dans les hautes herbes est ajouté à ce moment (« Pourquoi se laisse-t-il battre comme cela ? »). Le voleur ramène alors la sœur de Jackie Chan qui intervient dans l'action mais se fait très vite immobilisée. Alors que les voyous annoncent leur intention d'abuser d'elle, Jackie Chan rompt la promesse faite à son père et se bat contre les voyous avec l'aide de sa sœur (on remarque ici que l'action débute près de maisons pour finir au bord d'une falaise déserte).

La double punition contraire : celle du vieux maître et celle du père
- Le soir dans les bois, le vieux maître sermonne Jackie Chan (« Tu as [...] laissé ces petits salauds te frapper, espèce d'idiot ! »). Jackie Chan l'informe que c'est à cause de son père mais après de nouveaux coup du maître, il promet de ne plus les laisser le battre « sinon vous me battrez » (« Tu dois te battre chaque fois qu'on te frappe Jackie, as-tu compris ? »). Cette scène est la première où apparait la doublure de Jackie Chan. On ne voit jamais son visage car l'acteur est toujours filmé de dos ou avec son bras ou ses mains devant son visage, sans compter que l'action se passe dans l'obscurité.

- 12. Au domicile familial, Jackie Chan fait de nouveau face à la colère de son père qui lui inflige une punition particulièrement cruelle : frapper du verre pilé (« Si tu aimes donner des coups de poing, alors tu vas en donner dans des morceaux de verre cassés »). En fils dévoué, Jackie Chan s'exécute en frappant avec la main tendue à la verticale sous le regard de sa sœur. Un plan du vieux maître dans les haute herbes est ajouté à ce moment-là (« Quel homme cruel, je n'en crois pas mes yeux »). Jackie Chan sort ensuite sa main en sang. On constate une montée de l'intensité des punitions du père, débutant par les seaux d'eau, puis les pots de fleur et enfin le verre cassé. Cette scène est probablement à l'origine du titre du film en anglais : « Le maître aux doigts fragilisées ». L'action se termine par le vieux maître qui déclare vouloir soigner Jackie Chan.
- une scène de combat forcé entre Xiao Hu et sa sœur, qui est victime d'un accident, puis une scène illustrant les manigances des fauteurs de troubles, sont coupées dans la version de 1979

- Le soir dans les bois, avec le maître, Jackie Chan trempe sa main dans un liquide foncé : « Ça brûle ? Tu ne devrais pas te plaindre, [...] j'ai la lotion qui va te guérir. [...] Ça gratte ? C'est ce qu'il faut, c'est bon signe. Dans très peu de temps, ta main te fera mal mais tu seras guéris et après ta main sera plus forte ». Cette deuxième scène de la doublure de Jackie Chan se termine par le bandage de la main par le maître. On constate qu'avec le nouveau montage de 1979 le personnage de Jackie Chan obéit à deux figures paternelles contraires, l'un le pousse à se battre, l'autre le punit pour s'être battu. Même s'il n'y a pas d'incohérences au premier abord, ce nouvel aspect brise l'un des thèmes classiques des films d'arts martiaux : la piété filiale.

- 13. Au domicile familial, Jackie Chan apporte du thé à son père qui s'inquiète de la main de son fils (« Comment va ta main ? [...] tu peux travailler ? »). Jackie Chan commence à enlever ses bandages et annonce que tout va très bien. Dans la version originale, Xiao Hu amène un remède pour soigner sa sœur toujours blessée.

Le retour de l'organisation secrète
- Au siège de l'organisation secrète, le chef apprend que « le général » s'occupe de Jackie Chan. Il apparait vieilli comparé aux premières scènes puisque Jackie Chan à lui-même vieilli et est devenu adolescent.

- Dans un petit chemin de campagne, le cuisinier-patron, et oncle de Jackie Chan, rencontre par inadvertance « le général » (de nouveau un des acteurs du Maître chinois) qui lui demande pourquoi est-il en retard dans ses paiements à l'organisation. Le cuisinier demande trois jours de délai mais « le général » lui ordonne plutôt d'envoyer son neveu Jackie Chan « demain avec l'argent ».

- 14. Au restaurant, Jackie Chan annonce qu'il ne peut pas travailler aujourd'hui et son oncle s'inquiète pour lui (« Jackie, tu dois arrêter de te battre ! »).

- Le soir dans les bois, Jackie Chan (sa doublure) annonce au vieux maître qu'il ne sait pas quoi faire entre lui qui lui dit de se battre et son père qui lui interdit, en plus du « général » qui lui tend un piège. Le maître lui déclare qu'ils vont trouver « le général » tous les deux ensemble (« Tu sais, j'ai besoin d'exercice, Jackie ! »).

- Le lendemain, le vieux maître se rend chez « le général » tout seul (alors qu'il avait dit dans la scène précédente qu'il accompagnerait Jackie). « Le général » est allongé la tête sur les genoux d'une femme qui lui sert à boire. Commence alors une bagarre entre les deux hommes. On note de nouveau que les combats de 1979 sont très mous et n'ont rien à voir avec ceux de 1971 beaucoup plus dynamiques et acrobatiques. Il est également possible que le vieux maître soit doublé pendant quelques secondes où son personnage fait des acrobaties et où on ne voit pas son visage. Cette scène est clairement sur le ton de la rigolade (le maître s’assoit sur « le général » ou lui flatule dessus) et « le général » finit par se réfugier derrière un rideau et abandonne. L'absence de Jackie Chan dans cette scène est évidente puisqu'il aurait été difficile de ne pas montrer le visage de la doublure dans une pièce éclairée.

L'épisode de la tentative de viol
- 15. Jackie Chan part ensuite livrer un plat avec son plateau lorsqu'il est interpellé par deux des voyous (qui ne semblent pas le reconnaitre) à l'entrée d'une maison (« Où vas-tu ? Amène ça ici ! Nous avons faim ! »). Jackie Chan tente de les dissuader de prendre son plat avant que le deuxième individu, qui parait soucieux de garder secret ce qui se passe dans la maison, lui ordonne de déguerpir. Des cris de femme se faisant agresser sortent alors de la maison et Jackie Chan s'efforce de ne pas intervenir pour respecter la volonté de son père. Mais lorsque le voleur sort par une fenêtre pour l'avertir du problème, il fait le tour de la maison et se fait repérer par les deux voyous après avoir fait tomber son plateau. Jackie se défait des deux hommes et monte à l'étage pour sauver la femme (dont le rôle plus important dans le film original a été quasiment supprimé dans la version de 1979). S'ensuit alors une bagarre durant laquelle Jackie Chan sera défenestré et finira par s'enfuir avec la femme juste avant l'arrivée du chef des voyous.

Le souvenir du vrai père
- 16. Jackie Chan surprend ensuite une conversation entre son père et le chef des voyous qui semblent se connaitre mais avoir de mauvaises relations (_« Mon vieil ami ! » _« Nous ne sommes pas amis, il y a si longtemps, c'est le passé, c'est terminé ! »). Le voyou rappelle au père son passé de membre de l'organisation et demande la confirmation que Jackie Chan est bien le fils de Chou Chan, assassiné au début du film.

- Au siège de l'organisation secrète, le chef déclare son intention de tuer rapidement Jackie Chan (« C'est bien ça, Jackie est le fils de Chou. Avant qu'il apprenne que j'ai tué son père, je dois le tuer ! »). On remarque le vieux maître écoutant discrètement la conversation.

La mort du père
- 17. Cette scène débute directement par une bagarre qui n'est précédée d'aucun dialogue. Jackie y affronte seul plusieurs voyous avant que leur chef n'intervienne mais son coup de pied est contré par le père de Jackie qui semble grandement souffrir de l'impact (« Scélérat, que lui veux-tu ? Maintenant laisses-le ! »). Le chef des voyous accepte étrangement d'arrêter le combat mais présume que la blessure du père est plus grave qu'il n'y parait.

- 18. Sur un chemin de terre, le père annonce à la sœur de Jackie Chan qu'il vaut mieux se cacher des voyous (« Ils ne vont pas nous laisser tranquille, tu sais ? Partons et cachons nous »). Jackie Chan n'est cependant pas de cet avis et se dit à lui-même : « J'ai mes deux poings pour me battre ! Pourquoi doit-on se cacher ? ».

- 19. La sœur apporte ensuite un bouillon au père alité (« C'est inutile. Je vais mourir »). Il en boit tout de même une gorgée avant que sa fille annonce qu'elle part chercher un docteur (« Je vais aller chercher un docteur. [...] Essaie de dormir un peu, je vais sortir [...] mais je vais revenir très vite »).

- 20. Jackie Chan travaille ensuite inexplicablement comme porteur sur un dock lorsque débarque les voyous qui frappent les travailleurs. Jackie contre les coups et on lui demande de quel clan est-il. Un des voyous le frappe plusieurs fois au torse sans réaction de Jackie (comme lors du duel amical contre sa sœur) et il demande à ses complices de venir l'aider. L'un des travailleurs demande aux voyous de partir (« Rappeler vos gars. Je paierai dans une semaine ») mais ceux-ci refusent et saisissent l'homme. C'est à ce moment que Jackie Chan pose le lourd sac qu'il porte et se dit prêt à se battre.

- 21. Le chef des voyous ordonne à plusieurs de ses hommes, dont le voleur, de partir à la recherche de Jackie Chan (« Il ne peut pas m'échapper, je l'aurais, il me le faut. Chercher dans chaque coin de la ville et ramener-le. Il faut en finir ! »).

- 22. La scène suivante est l'une des plus dramatiques. Les voyous incendient la maison dans laquelle le père de Jackie Chan est alité sous le regard de sa sœur qui crie et tourne autour du bâtiment.

Le final
- Au siège de l'organisation secrète, le chef annonce que ses hommes ont attrapé le voleur qui essayait de les trahir (« Son copain, nous l'avons attrapé. Ce petit voleur a cherché à semer nos hommes pour essayer de sauver Jackie Chan »).

- 23. Sur le dock où se trouve Jackie, les voyous hissent le voleur en haut du mat d'un bateau (« Jackie, laisses-moi, va-t'en. […] Ne t'inquiète pas, je serais courageux. Et puis nous nous reverrons, de l'autre côté, dans le ciel »). S'ensuit une bagarre contre tous les voyous, précédée d'un plan ajouté du vieux maître encourageant Jackie. On remarque que même si le film ne dispose que d'un scénario sommaire, les combats chorégraphiés par le jeune Jackie Chan sont extrêmement dynamiques et bien rythmés. Mais alors que l'action se passe de jour, il est flagrant de voir un plan de nuit de quelques secondes lors duquel un voyou est propulsé à l'eau. Le voleur finit par tomber du mat et meurt en s'écrasant au sol. On ne voit bizarrement aucune image du corps et Jackie, qui s'approche de lui en chemise, se retrouve torse nu dans le plan suivant. S'ensuit un duel final contre le chef des voyous durant lequel ont été ajoutés des plans du vieux maître donnant des conseils à Jackie Chan. La mise à terre du chef constitue le véritable final du film de 1971 mais le remontage de 1979 poursuit sur le chef de l'organisation secrète qui provoque Jackie en duel « à la verte vallée, à l'aurore, demain. C'est là que je te tuerais ! ».

- La scène suivante est un ajout assez audacieux car il s'agit tout bonnement d'une scène d'entraînement tirée du film Le Maître chinois durant laquelle ont tout de même été insérés des plans du vieux maître donnant des conseils dans les hautes herbes. Le spectateur peut être ainsi assez surpris de voir Jackie Chan utiliser la boxe de l'homme ivre alors que son personnage n'utilise pas du tout cette technique dans la suite du film. On remarque également une nette différence physique entre le Jackie Chan de 1971 à 17 ans et celui de 1978 à 24 ans.

- Au domicile du vieux maître, Jackie Chan effectue une démonstration d'enchaînement devant le vieil homme comme lors de la dernière scène de sa formation durant sa jeunesse. La doublure est ici visible de face mais l'obscurité empêche de voir son visage.

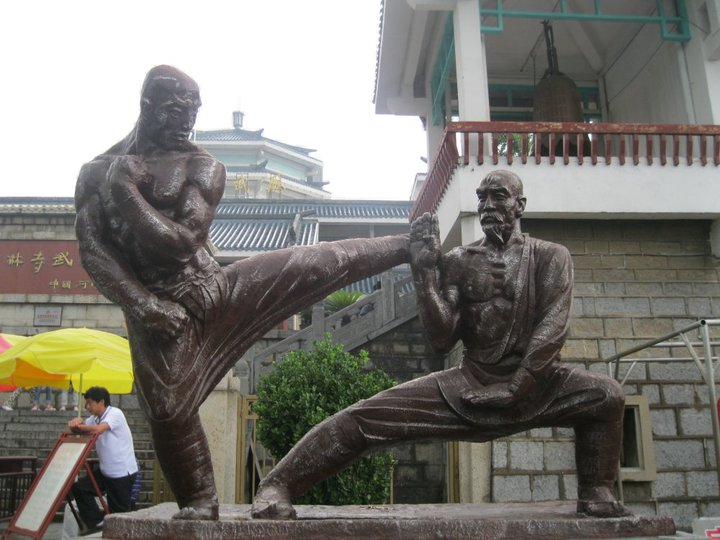
Le combat final de 1979 est techniquement plus travaillé que le reste des scènes d'action rajoutées mais reste en deçà de l'intensité du combat final de 1971 sur les docks.

- La scène finale se passe dans une plaine devant laquelle le vieux maître s'installe pour observer le combat. Jackie Chan y affronte d'abord un adversaire qui utilise le « style du cochon ». La doublure de Jackie Chan est filmée sois de dos, sois de façon trop furtive pour voir nettement son visage. Après sa victoire s'avance le chef de l'organisation secrète qui décide de combattre les yeux bandés. Jackie décide de faire de même (« Je bande aussi mes yeux, comme ça nous serons égaux ! »), ce qui est probablement une astuce pour dissimuler encore plus le visage de la doublure. Au cours de ce combat qui ne voit toujours pas de vainqueur, le chef décide d'utiliser le « style du cheval » ce qui lui permet de dominer Jackie Chan avant l'entrée d'armes blanches. Jackie Chan finit par avoir raison de son adversaire et le vieux maître lui apporte un large drapeau bleu (visible dans Le Maître chinois) que le jeune homme brandi de toutes ses forces (« Voici le drapeau du vainqueur. Tu as gagné, Jackie Chan ! »)

## Fiche technique
- Titre : La Rage du vainqueur
- Titre original : diāo shǒu guài zhāo
- Titre anglais : Master with Cracked Fingers
- Titre américain : Snake Fist Fighter
- Réalisation : Chin Hsing
- Scénario : Sun Liu
- Production : Lee Long Koan
- Sociétés de production : Soon Lee Films
- Chorégraphie des combats : Jackie Chan et Corey Yuen
- Musique : Frankie Chan
- Photographie : Huang Kuo-nan, Wu Fa-Shen
- Montage : Yu Tsan-fung
- Décors : Chung Chi-kuang
- Costumes : Che Ying
- Pays :  Hong Kong
- Genre : Arts-martiaux
- Durée : 80 minutes (USA), 75 minutes (France VHS)
- Format : Couleurs (Eastmancolor) - Son : mono - 2.35:1
- Dates de sortie :
  - Hong Kong : 1979
  - France : 1er juillet 1981[2]

## Distribution
- Jackie Chan (VF : Julien Thomast) : Jackie Chan
- Simon Yuen : Le vieux maître mendiant (l'« homme qui est insaisissable »)
- Tien Feng (VF : Jacques Bernard) : Le père
- Dean Shek : « Le général »
- Kwan Yung Moon : Le chef de l'organisation secrète
- Golden Chan : Le chef des voyous
- Shu Pei-pei : La sœur de Jackie Chan
- Hon Gwok Choi : Le voleur
- Kwan Chung : L'un des voyous
- Chiang Kam (VF : Jacques Bernard) : L'adversaire utilisant le « style du cochon »